# 1356
El 1356 (MCCCLVI) fou un any de traspàs començat en divendres del calendari julià.

## Naixements
- 29 de juliol - Perpinyà, Catalunya del Nord: Martí l'Humà, rei de la Corona d'Aragó (m. 1410).